# Mariage du prince Alphonse de Bourbon et de María del Carmen Martínez-Bordiú
Le mariage du prince Alphonse de Bourbon et de María del Carmen Martínez-Bordiú se déroule le 8 mars 1972, au palais du Pardo, près de Madrid. C’est la dernière grande cérémonie du régime franquiste qui s’éteint trois ans plus tard.
Le prince Alphonse, fils aîné de l'infant Jaime d'Espagne, est alors héritier de la prétention légitimiste au trône de France. Il fait connaissance avec Carmen Martínez-Bordiú, petite-fille du général Franco, en Suède où Alphonse est ambassadeur. La relation du jeune couple commence au cours de l'année 1971.

## Rencontre et fiançailles du couple
Alphonse est ambassadeur d'Espagne en Suède depuis 1969. Il est le fils aîné de l'infant d'Espagne Jacques de Bourbon (Jacques-Henri en France), duc d'Anjou et de Ségovie, et d'Emmanuelle de Dampierre, première épouse de l'infant. Issu d'un mariage considéré par inégal par son grand-père paternel (en référence à une ancienne pragmatique sanction de 1776, abolie de facto en 1931), Alphonse est néanmoins dynaste selon les critères royalistes français, il est donc titré par son père duc de Bourbon en sa qualité d'héritier légitimiste au trône de France.
Carmen Martínez-Bordiú y Franco est la fille aînée du marquis et de la marquise de Villaverde, elle-même fille unique du général Francisco Franco, chef de l'État espagnol depuis 1939. 
Le couple se rencontre pour la première fois en Suède lors d'une récéption, alors que Carmen a 19 ans et Alphonse, 35. Ambassadeur depuis 1969, il est chargé d'accueillir la famille du général Franco en Suède. Ils ne se rencontrent qu'une dizaine de fois avant qu'Alphonse, poussé en cela par son père et les Franco, ne demande la main de Carmen. Cette dernière accepte, elle dira plus tard qu'elle « se sentait heureuse »,,.

## Préparatifs du mariage
Les mois qui précèdent les noces sont très mouvementés pour le couple. En effet, de nombreux bals et soirées sont organisés pour célébrer le mariage.
Carmen dira plus tard : « J'étais la femme la plus excitée et la plus amoureuse du monde, même si nous nous étions très peu vus ». En effet, ses parents cessent de la surveiller de près comme ils le faisaient auparavant,.
L'envoi des invitations est un sujet délicat. En effet, on peut y lire : « Son Altesse Royale Don Alfonso de Borbón y Dampierre ». Cela provoque la colère du prince d'Espagne, Juan Carlos, cousin germain d'Alphonse, qui appelle Franco pour lui signifier que selon lui, Alphonse n'est pas altesse royale. De fait, le mariage d'un Bourbon avec la petite-fille aînée du dictateur vient mettre en péril le statut de Juan Carlos. L'entourage du chef de l'État, y compris son épouse Carmen Polo qui a largement contribué à cette union, y voit l'occasion d'instaurer une véritable « monarchie franquiste » et tente de convaincre Franco de nommer Alphonse comme successeur, au détriment de Juan Carlos. En dépit des pressions exercées par ses proches, le Caudillo ne remplace pas le prince d'Espagne par son cousin.
Une autre polémique a lieu lorsque le duc d’Anjou et de Ségovie apparaît portant les grands colliers des ordres du Saint-Esprit et de la Toison d’or. Le père du marié se présente ainsi comme le chef des maisons royales de France et d'Espagne, une chose que son frère le comte de Barcelone ne reconnaît pas.
À l'origine, Alphonse demanda à l'épouse de son cousin Juan Carlos, la princesse Sophie, future reine d'Espagne, d'être son témoin. Cependant elle refusa, jugeant cela comme n'étant pas "commode". Finalement, c'est la mère d'Alphonse, Emmanuelle de Dampierre, qui fut son témoin.
La robe de mariée de Carmen a été dessinée par Cristóbal Balenciaga, pourtant à la retraite depuis plusieurs années,,. La robe arbore en son centre une multitude de fleurs de lys (symbole des Bourbons) qui se finissent en une immense fleur de lys au niveau du col.

## Déroulement

### Cortège nuptial
Le convoi qui mène les invités du palais jusqu’à la chapelle est ouvert par le président des Cortes, suivi du chef de l’État qui accompagne la mariée. Viennent ensuite la duchesse d’Anjou et de Ségovie au bras du marié, puis le prince d’Espagne au bras de Carmen Franco, la princesse d’Espagne au bras du duc d’Anjou et de Ségovie et ainsi de suite jusqu’à la chapelle.

### Cérémonie religieuse
L'union se déroule le 8 mars 1972 au palais du Pardo, près de Madrid. Le mariage est digne de celui d'un chef d'État, semblable à celui de Juan Carlos et de Sophie en 1962, dix ans auparavant. En effet, Franco entend montrer une image plus ouverte au monde extérieur en réunissant nombre de dirigeants étrangers, des ministres, des aristocrates et des hommes d'affaires espagnols. Le témoin de Carmen est son grand-père, Francisco Franco, tandis que celui d'Alphonse est sa mère, Emmanuelle de Dampierre.

### Déjeuner nuptial
Les nombreux invités sont ensuite conviés à une réception qui se tient au palais du Pardo.

## Cadeaux de mariage
Le couple reçoit une multitude de cadeaux dont celui fait par Salvador Dalí qui peint un portrait de María del Carmen, qu'il finit en 1975.

## Invités notables

### Proches du marié
- Le duc et la duchesse d'Anjou et de Ségovie, parents du marié (la duchesse est le témoin de son fils)
  - Le prince Gonzalve, frère du marié
- Le duc de San Lorenzo[réf. nécessaire] et la princesse Vittoria Ruspoli, grands-parents du marié
- Le prince et la princesse de Civitella-Cesi, oncle et tante du marié
  - Le comte et la comtesse di Assaba, cousine germaine du marié et son époux
  - Marco Torlonia, cousin germain du marié
  - Marino Torlonia, cousin germain du marié
  - M. et Mme Weiller, cousine germaine du marié et son époux
- L'infante María Cristina, comtesse Marone, tante du marié
  - Le marquis et la marquise de Casa Loring, cousine germaine du marié et son époux
  - M. et Mme Galobert, cousine germaine du marié et son époux
  - Le duc et la duchesse de Baena, cousine germaine du marié et son époux
  - M. et Mme Santarosa, cousine germaine du marié et son époux
- Le comte et la comtesse de Barcelone, oncle et tante du marié[N 1]
  - Le prince et la princesse d'Espagne, cousin germain du marié et sa femme[10]
  - L'infante Elena, cousine du marié[10]
  - L'infante Cristina, cousine du marié[10]
  - L'infant Felipe, cousin du marié[10]
- Le duc et la duchesse de Badajoz, cousine germaine du marié et son époux
  - L'infante Margarita, cousine germaine du marié
- L'infante Alice, cousine éloignée du marié
- Le comte Mountbatten de Birmanie, cousin du marié[11]
- La duchesse douairière de Calabre
  - Le duc et la duchesse de Calabre

### Proches de la mariée
- Le marquis et de la marquise de Villaverde, parents de la mariée
  - María de la O Martínez-Bordiú, sœur de la mariée
  - Francisco Franco y Martínez-Bordiú, frère de la mariée
  - María del Mar Martínez-Bordiú, sœur de la mariée
  - José Cristóbal Martínez-Bordiú, frère de la mariée
  - María de Aránzazu Martínez-Bordiú, sœur de la mariée
  - Jaime Felipe Martínez-Bordiú, frère de la mariée
- Le général Franco et Mme Franco, grands-parents de la mariée
- La marquise douairière de Villaverde, grand-mère de la mariée
- Pilar Franco Bahamonde, grand-tante de la mariée
- Nicolás Franco Bahamonde, grand-oncle de la mariée
- Felipe Polo y Martínez-Valdés, grand-oncle de la mariée
- Isabel Polo y Martínez-Valdés, grand-tante de la mariée
- Ramona Polo y Martínez-Valdés, grand-tante de la mariée

### Invités royaux étrangers
- La princesse Christine de Suède[10]
  -  Le duc et la duchesse de Halland[10]
  -  La princesse Désirée[10]
- La reine des Belges[10]
- Le prince et la princesse de Monaco[10]
  -  La princesse Caroline
  -  Le prince Albert
- Le roi et la reine des Hellènes[N 2]
  -  La reine douairière des Hellènes
  -  La princesse Irène
- La grande-duchesse Charlotte
- Le prince et la princesse Heinrich de Liechtenstein

### Membres de maisons royales non régnantes
- Le grand-duc Vladimir et la grande-duchesse Leonida
  -  La grande-duchesse Maria
- La reine Géraldine
  -  Le prince héritier d'Albanie
- Le roi Siméon II et la reine Margarita
  -  Le prince de Tarnovo
- Le duc et la duchesse de Bragance
  -  L'infant Duarte
- L'impératrice Zita
  -  L'archiduc héritier Otto et l'archiduchesse Regina
  -  L'archiduc Robert et l'archiduchesse Marguerite
  -  L'archiduc Félix et l'archiduchesse Anne-Eugénie
  -  L'archiduc Charles-Louis et l'archiduchesse Yolande
  -  L'archiduc Rodolphe et l'archiduchesse Xénia
  -  La duchesse de Mecklembourg
  -  L'archiduchesse Élisabeth
- L'infant Louis-Alphonse de Bavière
- La Bégum Aga Khan III[10]
- Le prince et la princesse de Naples[12]
  -  La princesse Marie-Gabrielle de Savoie[12]
- Le prince Nicholas de Roumanie et son épouse Thereza Lisboa y Figueira de Mello[13]

### Autres invités notables
- Henry Ford II[14]
- Cornelius Vanderbilt Whitney[14]
- Aristote et Jacqueline Onassis[14]
- Juan Peron[14]
- David Niven[14]
- Imelda Marcos[14]

## Dans la culture populaire
En 1993, le journaliste espagnol Jaime Peñafiel consacre le quatorzième épisode de sa série documentaire Mis Bodas reales au mariage de Alphonse de Bourbon et de María del Carmen Martínez-Bordiú,.

### Sur le mariage
- (es) Jaime Peñafiel, « Alfonso de Borbón y María del Carmen Martínez-Bordiú », dans Mis Bodas reales, Madrid, Sedmay, 1976 (ISBN 84-7380-086-9), p. 95-114.

### Sur les Bourbons
- Laurence Debray, Juan Carlos d'Espagne, Paris, Perrin, 2019 (1re éd. 2013), 384 p. (ISBN 9782262076498).
- (es) Emanuela de Dampierre et Begoña Aranguren, Memorias : Esposa y madre de los Borbones que pudieron reinar en España, Madrid, La Esfera de los Libros, coll. « Biografías y Memorias », 2003, 412 p. (ISBN 8497341414, présentation en ligne).

## Filmographie
- (es) Boda en el Pardo : Alfonso de Borbón - Carmen Martínez-Bordiú, NO-DO, 1972, 10 minutes [présentation en ligne] : court documentaire sur le mariage du prince Alphonse de Bourbon et de María del Carmen Martínez-Bordiú, le 8 mars 1972 au palais du Pardo.